# Apamea insulicola
Apamea insulicola är en fjärilsart som beskrevs av Shigero Sugi 1963. Apamea insulicola ingår i släktet Apamea och familjen nattflyn. Inga underarter finns listade i Catalogue of Life.